# Reinier van Kooten
Reinier van Kooten (Brandwijk, 30 november 1950) is een Nederlands (emeritus) predikant en universitair docent.

## Levensloop
Van Kooten komt uit een predikantengeslacht. Zijn vader G. H. van Kooten was hervormd predikant. Zijn grootvader was Reinier Kok, een predikant die een belangrijke rol speelde in de Gereformeerde Gemeenten, maar na een conflict over zijn prediking christelijk-gereformeerd werd. Zijn jongste broer Geurt Henk van Kooten bekleedt een leerstoel aan de Universiteit van Cambridge.
Na zijn studie theologie werd Van Kooten in 1974 te Goedereede als predikant in de Nederlandse Hervormde Kerk bevestigd.  Van 1978 tot 1988 was hij verbonden aan de Hervormde Gemeente te Zeist en van 1988 tot maart 2008 was hij predikant van de hervormde Ichthuskerk in Soest.
Per 1 mei 2004 ging Van Kooten met zijn kerkenraad niet mee met de fusie van de Protestantse Kerk in Nederland maar sloot zich aan bij de Hersteld Hervormde Kerk. Van Kooten was een van de meest prominente leden van de Gereformeerde Bond die zich aansloten bij die kerk, die grotendeels gedomineerd wordt door de kring rond het voormalige blad Het Gekrookte Riet. Tot 2 april 2005 was hij scriba van het moderamen van de synode. Hij legde deze functie neer toen hij docent homiletiek en ethiek werd aan het Hersteld Hervormd Seminarie, dat gevestigd is aan de Vrije Universiteit te Amsterdam. Van 2008 tot zijn emeritaat in 2017 was hij predikant van de Hersteld Hervormde gemeente te Apeldoorn.
Van Kooten publiceerde een groot aantal praktische boeken op het terrein van de ethiek en de dogmatiek. Ook schreef hij een eschatologisch boek getiteld De dingen die met haast geschieden moeten. Op 26 juni 2013 promoveerde hij aan de Vrije Universiteit te Amsterdam op zijn proefschrift ' Hoe apostolische bewogenheid een onbeweegbare kerk in beweging brengt'. De ondertitel luidt: ' Onderzoek naar de oorsprong en betekenis van hoofdthema's van de kerkorde van 1951'. Promotor was professor dr. A. van de Beek en compromotor professor dr. W. Janse.

## Voornaamste publicaties
- Hoe lief heb ik uw wet (een uitleg van de Tien geboden in 7 delen; Houten: Den Hertog, 1992-2004).
- Aan zĳn voeten. Onderwĳs en verdieping in de geloofsleer (Leiden: Groen, 1993; 5e druk, 2004) ISBN 90-5829-424-2
- Meer kennis van Christus (Leiden: Groen, 1995) ISBN 90-5030-566-0
- De dingen die met haast geschieden moeten (Heerenveen: Groen, 2002; 2 dln.)
- De vriendelijkste brief. De brief aan de Filippensen (Heerenveen: Groen, 2009) ISBN 978-90-5829-791-4
- "Ruth de Moabitische. Een homiletische vingeroefening" (Heerenveen: Groen, 2013) ISBN 978-90-8897-035-1
- "Hoe apostolaire bewogenheid een onbeweegbare kerk in beweging brengt. Onderzoek naar de oorsprong en bedoelingen van hoofdthema's van de kerkorde van 1951" (Apeldoorn: De Banier, Labarum Academic) ISBN 978-90-336-05949

- International Standard Name Identifier: 0000 0003 6918 5587
- Nederlandse Thesaurus van Auteursnamen: 072159588
- Virtual International Authority File: 280784714
- WorldCat: E39PBJcKDY4GQjgMdRfpG37j4q